# CJ (raper)
Christopher Daniel Soriano Jr. (ur. 4 stycznia 1997), znany zawodowo jako CJ – amerykański raper i autor tekstów ze Staten Island w stanie Nowy Jork. Jest najbardziej znany ze swojego przełomowego singla z 2020 roku „Whoopty”, który zajął 3. miejsce na UK Singles Chart i 19 na Billboard Hot 100.

## Kariera
CJ zaczął rapować jako hobby w wieku 16 lat, piosenki zaczął przesyłać na YouTube i SoundCloud w wieku 19 lat. 
W lipcu 2020 roku samodzielnie wydał swój przełomowy singiel „Whoopty”, który zajął 19. miejsce na liście Billboard Hot 100 w USA w styczniu 2021 r., A także w pierwszej trójce w Wielkiej Brytanii. Dotarł także na szczyt listy Billboard Emerging Artists. Później podpisał kontrakt z wytwórnią Warner Records. Stwierdził, że skontaktowały się z nim różne wytwórnie, jednak Warner miał „najlepszą sytuację”. 26 stycznia 2021 roku CJ wydał singiel „Bop”, będący kontynuacją „Whoopty”. Jego debiutancka EP-ka, której producentem wykonawczym jest French Montana ukazała się 19 lutego 2021 r. Pojawił się gościnnie na wersji deluxe albumu "Extinction Level Event 2: The Wrath of God" rapera Busta Rhymes.  

## Styl muzyczny

### Wpływy
Jego muzyczne wpływy obejmują takich raperów jak: 50 Cent, Jay-Z i Wu-Tang Clan. Jego wujek był kiedyś prezesem Bad Boy Entertainment.

## Życie prywatne
Ma portorykańskie pochodzenie.

## Dyskografia

### EP
- Loyalty Over Royalty[13]